# Filmografia de Brad Pitt

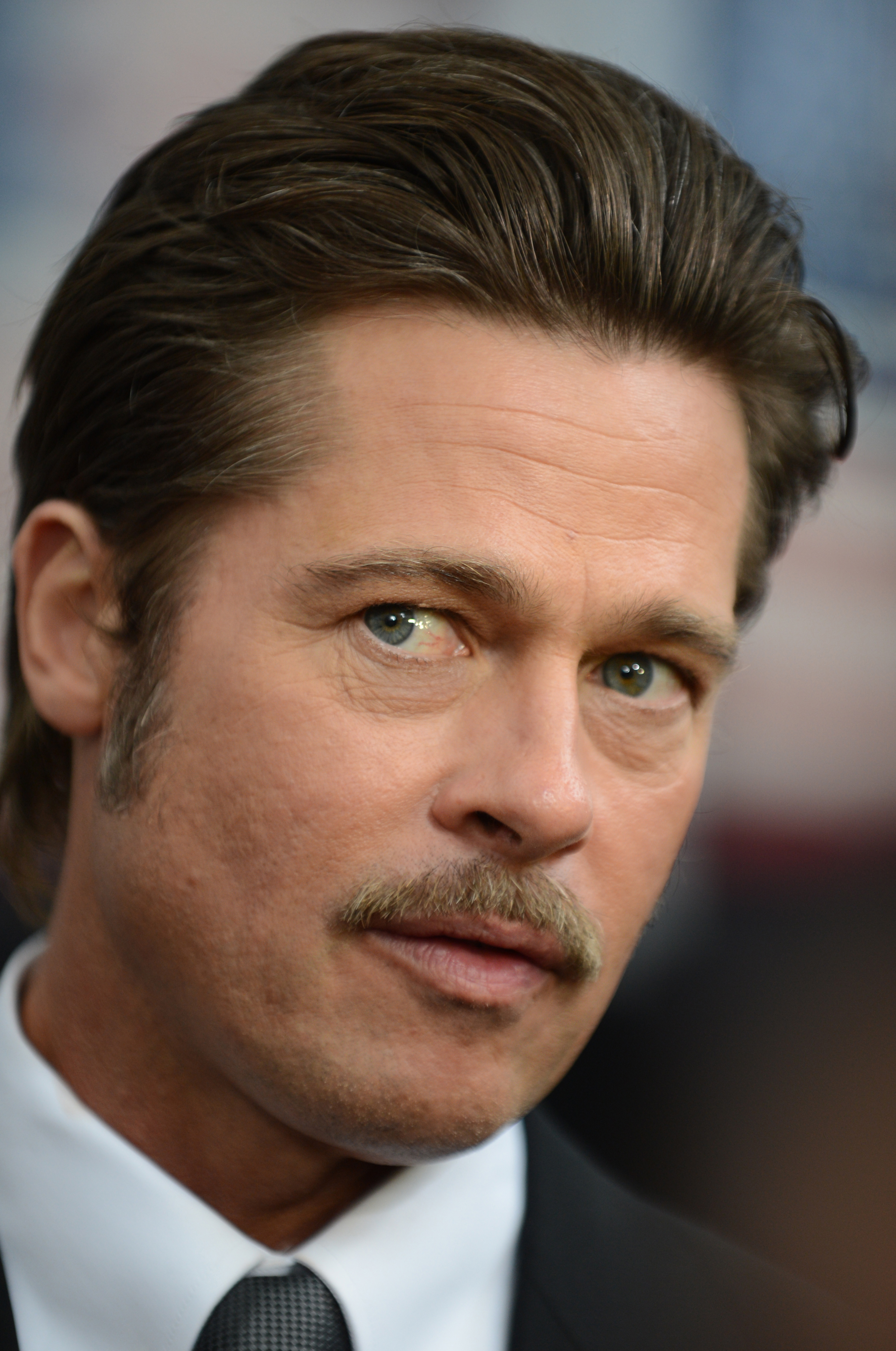
Brad Pitt na première internacional de Fury, outubro de 2014.

O ator e produtor cinematográfico estadunidense Brad Pitt deu início a sua carreira artística com papéis não-creditados em No Way Out e Less Than Zero, ambos em 1987. Subsequentemente, Pitt realizou participações em episódios televisivos durante o final da década de 1980 antes de assumir seu primeiro papel de destaque em Cutting Class (1989). Com sua participação em Thelma & Louise (1991) e A River Runs Through It (1992), o ator atraiu notoriedade e passou a participar de produções mais significantes. Posteriormente, interpretou o icônico vampiro Louis de Pointe du Lac no drama de terror Interview with the Vampire (1994), dividindo as telas com Tom Cruise. No mesmo ano, foi indicado ao Globo de Ouro de Melhor Ator por sua performance em Legends of the Fall.
Em 1995, Pitt contracenou com Morgan Freeman no suspense policial SEV7EN, dirigido por David Fincher e considerado um dos maiores sucessos de bilheteria da carreira de ambos. Por sua atuação como um doente mental em 12 Monkeys, Pitt foi indicado ao Globo de Ouro e ao Óscar de Melhor Ator Secundário. Em seguida, deu vida a Heinrich Harrer no drama biográfico Seven Years in Tibet (1997) e voltou a colaborar com Fincher em Fight Club (1999), ambos considerados grande sucessos comerciais e de crítica. Em 2001, uniu-se a George Clooney, Matt Damon e grande elenco em Ocean's Eleven, remake do filme homônimo de 1960 estrelado por Frank Sinatra. Em 2002, foi indicado ao Prêmio Emmy de Melhor Ator Convidado em Série de Comédia por sua participação especial em um dos episódios de Friends. No mesmo ano, fundou sua própria companhia produtora, Plan B Entertainment, cujo primeiro lançamento foi o drama épico Troy  em 2004. Em 2005, atuou ao lado de Angelina Jolie - sua então futura esposa - no suspense de ação Mr. & Mrs. Smith, também aclamado pela crítica.
Pitt produziu o drama policial The Departed, dirigido por Martin Scorcese e que contava também com elenco de peso, e atuou ao lado de Cate Blanchett na narrativa dramática Babel; ambos em 2006. Sua atuação como um homem acometido de envelhecimento reverso em The Curious Case of Benjamin Button resultou em uma indicação ao Óscar de Melhor Ator. No ano seguinte, Pitt estrelou o drama de guerra Inglourious Basterds, contracenando com Christoph Waltz e Diane Kruger, e produziu o filme de ação Kick-Ass. Em 2011, Pitt foi novamente elogiado pela crítica especializada por produzir e estrelar o drama experimental The Tree of Life e o drama biográfico Moneyball, ambos indicados ao Óscar de Melhor Filme. No entanto, seu maior sucesso comercial até o momento veio com o apocalíptico World War Z (2013), que arrecadou um total de 540 milhões de dólares em todo o mundo. No mesmo ano, Pitt produziu o drama histórico 12 Years a Slave, pelo qual venceu o Óscar de Melhor Filme. Em 2014, estrelou o drama de guerra Fury, recebendo análises positivas por parte da crítica.

## Cinema
| Ano  | Título                                                     | Papel | Papel    | Papel                                 |
| Ano  | Título                                                     | Ator  | Produtor | Papel                                 |
| ---- | ---------------------------------------------------------- | ----- | -------- | ------------------------------------- |
| 1987 | Hunk                                                       | Sim   |          | Homem na praia                        |
| 1987 | No Way Out                                                 | Sim   |          | Convidado                             |
| 1987 | No Man's Land                                              | Sim   |          | Não-creditado                         |
| 1987 | Less Than Zero                                             | Sim   |          | Convidado                             |
| 1988 | The Dark Side of the Sun                                   | Sim   |          | Rick                                  |
| 1989 | Happy Together                                             | Sim   |          | Brian                                 |
| 1989 | Cutting Class                                              | Sim   |          | Dwight Ingalls                        |
| 1991 | Across the Tracks                                          | Sim   |          | Joe Maloney                           |
| 1991 | Thelma & Louise                                            | Sim   |          | J.D.                                  |
| 1991 | Johnny Suede                                               | Sim   |          | Johnny Suede                          |
| 1992 | Contact (filme de 1992)                                    | Sim   |          | Cox                                   |
| 1992 | Cool World                                                 | Sim   |          | Frank Harris                          |
| 1992 | A River Runs Through It                                    | Sim   |          | Paul Maclean                          |
| 1993 | Kalifornia                                                 | Sim   |          | Early Grayce                          |
| 1993 | True Romance                                               | Sim   |          | Floyd                                 |
| 1994 | The Favor (1994)                                           | Sim   |          | Elliott Fowler                        |
| 1994 | Interview with the Vampire                                 | Sim   |          | Louis de Pointe du Lac                |
| 1994 | Legends of the Fall                                        | Sim   |          | Tristan Ludlow                        |
| 1995 | SE7EN                                                      | Sim   |          | David Mills                           |
| 1995 | 12 Monkeys                                                 | Sim   |          | Jeffrey Goines                        |
| 1996 | Sleepers                                                   | Sim   |          | Michael Sullivan                      |
| 1997 | The Devil's Own                                            | Sim   |          | Rory Devaney (Francis Austin McQuire) |
| 1997 | Seven Years in Tibet                                       | Sim   |          | Heinrich Harrer                       |
| 1998 | Meet Joe Black                                             | Sim   |          | Joe Black                             |
| 1999 | Fight Club                                                 | Sim   |          | Tyler Durden                          |
| 1999 | Being John Malkovich                                       | Sim   |          | Ele mesmo                             |
| 2000 | Snatch                                                     | Sim   |          | Mickey O'Neil                         |
| 2001 | The Mexican                                                | Sim   |          | Jerry Welbach                         |
| 2001 | Spy Game                                                   | Sim   |          | Tom Bishop                            |
| 2001 | Ocean's Eleven                                             | Sim   |          | Rusty Ryan                            |
| 2002 | Confessions of a Dangerous Mind                            | Sim   |          | Brad                                  |
| 2003 | Sinbad: Legend of the Seven Seas                           | Sim   |          | Sinbad (voz)                          |
| 2004 | Troy                                                       | Sim   |          | Aquiles                               |
| 2004 | Ocean's Twelve                                             | Sim   |          | Rusty Ryan                            |
| 2005 | Mr. & Mrs. Smith                                           | Sim   |          | John Smith                            |
| 2006 | God Grew Tired of Us                                       |       | Sim      |                                       |
| 2006 | The Departed                                               |       | Sim      |                                       |
| 2006 | Running with Scissors                                      |       | Sim      |                                       |
| 2006 | Babel                                                      | Sim   |          | Richard                               |
| 2007 | The Tehuacan Project                                       |       | Sim      |                                       |
| 2007 | Year of the Dog                                            |       | Sim      |                                       |
| 2007 | A Mighty Heart                                             |       | Sim      |                                       |
| 2007 | Ocean's Thirteen                                           | Sim   |          | Rusty Ryan                            |
| 2007 | The Assassination of Jesse James by the Coward Robert Ford | Sim   |          | Jesse James                           |
| 2008 | Burn After Reading                                         | Sim   |          | Chad Feldheimer                       |
| 2008 | The Curious Case of Benjamin Button                        | Sim   |          | Benjamin Button                       |
| 2009 | Inglourious Basterds                                       | Sim   |          | Tenente Aldo Raine                    |
| 2009 | The Time Traveler's Wife                                   |       | Sim      |                                       |
| 2009 | The Private Lives of Pippa Lee                             |       | Sim      |                                       |
| 2010 | Megamind                                                   | Sim   |          | Metro Man (voz)                       |
| 2010 | Kick-Ass                                                   |       | Sim      |                                       |
| 2010 | Eat Pray Love                                              |       | Sim      |                                       |
| 2011 | The Tree of Life                                           | Sim   | Sim      | O'Brien                               |
| 2011 | Moneyball                                                  | Sim   | Sim      | Billy Beane                           |
| 2011 | Happy Feet Two                                             | Sim   |          | Will the Krill (voz)                  |
| 2012 | Killing Them Softly                                        | Sim   | Sim      | Jackie Cogan                          |
| 2013 | World War Z                                                | Sim   | Sim      | Gerry Lane                            |
| 2013 | Kick-Ass 2                                                 |       | Sim      |                                       |
| 2013 | 12 Years a Slave                                           | Sim   | Sim      | Samuel Bass                           |
| 2013 | The Counselor                                              | Sim   |          | Westray                               |
| 2014 | Fury                                                       | Sim   |          | Don "Wardaddy" Collier                |
| 2014 | Selma                                                      |       | Sim      |                                       |
| 2015 | True Story                                                 |       | Sim      |                                       |
| 2015 | The Audition                                               |       | Sim      |                                       |
| 2015 | By the Sea                                                 | Sim   |          | Roland                                |
| 2015 | Hitting the Apex                                           | Sim   |          | Narrador                              |
| 2015 | The Big Short                                              | Sim   |          | Ben Rickert                           |
| 2016 | Voyage of Time                                             | Sim   | Sim      | Narrador                              |
| 2016 | Allied                                                     | Sim   |          | Max Vatan                             |
| 2016 | The Lost City of Z                                         |       | Sim      |                                       |
| 2017 | War Machine                                                | Sim   | Sim      | Stanley McChrystal                    |
| 2017 | Beautiful Boy                                              |       | Sim      |                                       |
| 2018 | Deadpool 2                                                 | Sim   |          | Vanisher                              |
| 2019 | Once Upon a Time in Hollywood                              | Sim   |          | Cliff Booth                           |
| 2019 | Ad Astra                                                   | Sim   |          | Roy McBride                           |
| 2022 | Bullet Train                                               | Sim   |          | Prince                                |
| 2022 | Babylon                                                    | Sim   |          | John Gilbert                          |
| 2024 | Wolfs                                                      |       |          | Pam's Man                             |
| 2025 | F1 - O Filme                                               |       |          | Sonny Hayes                           |

## Televisão
| Ano           | Título                     | Papel | Papel    | Papel                  |
| Ano           | Título                     | Ator  | Produtor | Papel                  |
| ------------- | -------------------------- | ----- | -------- | ---------------------- |
| 1987          | Another World              | Sim   |          | Chris                  |
| 1987          | Growing Pains              | Sim   |          | Jeff & Johnathan Keith |
| 1987          | Head of the Class          | Sim   |          | Chuck                  |
| 1987          | Freddy's Nightmares        | Sim   |          | Rick Austin            |
| 1987          | Dallas                     | Sim   |          | Randy                  |
| 1988          | A Stoning in Fulham County | Sim   |          | Toddy                  |
| 1988          | 21 Jump Street             | Sim   |          | Peter                  |
| 1990          | The Image                  | Sim   |          | Operador de câmera     |
| 1990          | Too Young to Die?          | Sim   |          | Billy Canton           |
| 1990          | Glory Days                 | Sim   |          | Walker Lovejoy         |
| 1992          | Two-Fisted Tales           | Sim   |          | Billy                  |
| 1992          | Tales from the Crypt       | Sim   |          | Billy                  |
| 2001          | Friends                    | Sim   |          | Will Colbert           |
| 2002          | Jackass                    | Sim   |          | Ele mesmo              |
| 2003          | King of the Hill           | Sim   |          | Patch Boomhauer (voz)  |
| 2008          | Pretty/Handsome            |       | Sim      |                        |
| 2014          | The Normal Heart           |       | Sim      |                        |
| 2014          | Nightingale                |       | Sim      |                        |
| 2016          | The OA                     |       | Sim      |                        |
| 2017          | Feud                       |       | Sim      |                        |
| 2024–presente | 3 Body Problem             | Não   | Sim      |                        |
| 2025          | Adolescence                | Não   | Sim      |                        |